# 鰻香内閣
鰻香内閣（まんこうないかく）とは、1914年のシーメンス事件による山本権兵衛内閣の総辞職後に、枢密院顧問官清浦奎吾が組閣の大命降下を受けながら辞退に追い込まれた騒動を皮肉った表現である。

## 貴族院と山本内閣倒閣運動
シーメンス事件で山本権兵衛首相の出身母体である海軍と特定企業の癒着が問題になった際に、新年度予算案における海軍予算の削減が問題となった。貴族院では最大会派の研究会と同じく有力会派の茶話会が実現不可能な削減要求を成立させて山本内閣を総辞職に追い込んだ。研究会と茶話会はいずれも元老山縣有朋の側近である清浦奎吾と平田東助が貴族院議員時代に代表者を務めていた会派であり、超然主義を奉じて政党政治に否定的な姿勢を示していた。特に当時貴族院の最大会派であった研究会は政党との関係を持っただけで議員が会派から除名されるほどの徹底ぶりであったとされるほどの反政党主義であり、ともに山本が立憲政友会から閣僚を入れたことに反感を抱いていた。そこでこれを好機として、平田が清浦や田健治郎らを誘って倒閣運動を起こしたのであった。

## 幻の「鰻香内閣」
1914年3月24日の総辞職を受け、元老たちが最初に後継首班に推薦したのは貴族院議長で徳川宗家16代当主（15代将軍徳川慶喜の養嗣子）の徳川家達であった。だが、徳川氏一門の中には明治維新の際に新政府が強引に徳川氏を朝敵とした事を未だに快く思わない者もおり、家達に迫って辞退をさせてしまった。
そこで3月31日に元老会議は改めて清浦を後継首班に推薦したのを受けて、清浦は大正天皇より組閣の大命を受けた。そこで清浦は平田や宗像政（東京府知事）とともに組閣を開始した。陸軍の方は軍の長老である山縣の強い後押しで岡市之助を陸軍大臣に内定した。その他の大臣も海軍大臣以外はほぼ内定したが、清浦の意向によって貴族院や官僚出身者が占めるいわゆる超然内閣の色彩の強いものとなった。

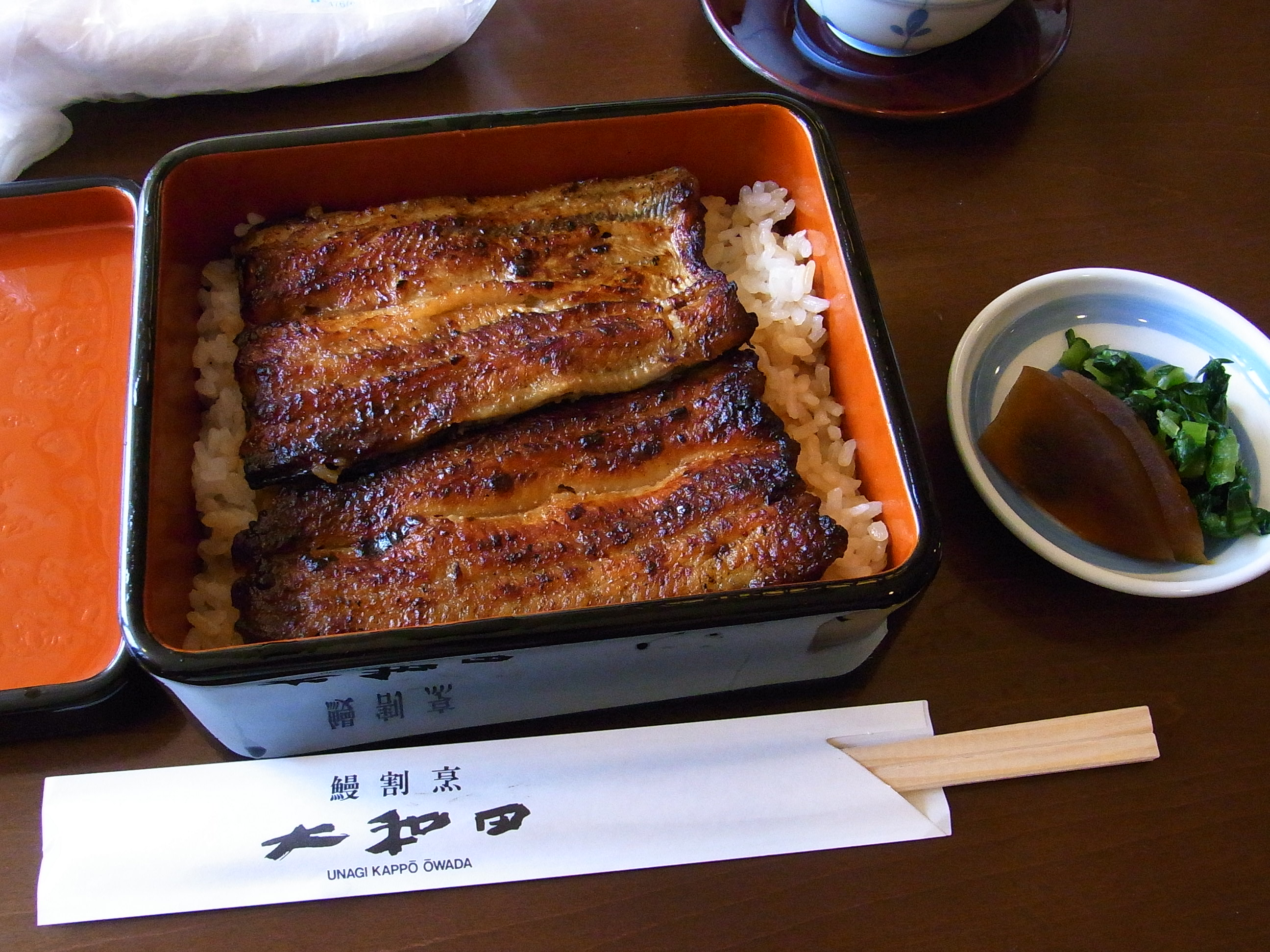
鰻割烹大和田の鰻重（2011年2月22日撮影）

これに対して4月2日に立憲政友会と立憲国民党が超然内閣反対決議を採択して清浦新内閣の野党になる事を宣言した。更に海軍も、清浦が海軍大臣就任を希望していた加藤友三郎海軍中将（第一艦隊司令長官）が斎藤実前海軍大臣とともに予算案の否決で中止された新艦艇建造計画の復帰とその予算復活を求めたところ、4月6日に清浦がこれを拒絶したことから、海軍大臣の推薦を事実上拒絶した。そもそも、新艦艇計画中止のきっかけとなった予算案否決は平田が主導して清浦も乗ったものであり今更復活させるわけにはいかず、当時は軍部大臣現役武官制が山本内閣当時に政党主導による改正で緩和されていたもののそれに反対した清浦が予備役の起用を行うわけにもいかず、遂に4月7日に組閣を断念したのである。その結果、今度は大隈重信に大命が降下されて4月16日に大隈重信内閣が成立した。
清浦は組閣辞退の直前に記者団に対して「大和田の前を通っているようなもので、匂いだけはするが、御膳立てはなかなか来ない」とぼやいた。大和田とは当時人気の鰻屋のことで、前を通っていると美味しい匂いはするが、中に入れば混雑していていつまで待ってもうな丼にはありつけないという有様を組閣の現状に重ね合わせたものであったが、世間はうなぎの匂い（大命降下）だけで結局うな丼（首相の地位）にはありつけなかった清浦を嘲笑してこれを「鰻香内閣」（匂いだけで現実には味わえない幻の内閣）と呼んだのである。

## 後日譚と清浦内閣
一方、清浦とその支持勢力であった研究会はこの顛末にひどく失望した。特に研究会の議員は元は平田と茶話会が仕掛けた倒閣運動に由来するのに、清浦が組閣に失敗したのは平田が清浦に大命降下が下った事に嫉妬したからではないかと疑った。かつて、平田も1912年に元老会議で後継首班に推挙されたが、諸般の事情で辞退して大命降下には至らなかった経緯があったからである。勿論、平田や茶話会にとっては思わぬ言いがかりであり、当の清浦でさえ相手にしなかった臆説でしかなかったが、両会派が以前から貴族院内の主導権を巡って対立を起こすことが多かったために、ここに来て一気に対立が表面化したのである。その結果、かつては同じ「山縣閥」として貴族院を主導してきた両会派は決別して研究会は政友会との関係を強め、茶話会はしばらくはなお超然主義を維持したものの、研究会との対抗上遅れて国民党などとの関係を強める路線に転換する事になった。
この確執は根深く、10年後の1924年に内大臣であった平田の奔走によって清浦に再度大命が降下して今度は清浦内閣が成立した。その結果、茶話会からも江木千之が文部大臣として入閣する。ところが、外務・陸軍・海軍の3大臣がそれぞれの省から出された以外は全て貴族院議員7名が占める超然内閣にしたにもかかわらず、清浦系の研究会が3ポストを占めた事から茶話会は激怒し、閣僚を出しているにもかかわらず他の反研究会会派とともに「幸三派」と呼ばれるグループを結んで清浦内閣と研究会を非難して第2次護憲運動を側面支援することになったのである。